# Juan de Dios Ibarra
Juan de Dios Ibarra Corral (pron. /xwan de ðjos i'βarra ko'rral/; Los Mochis, 17 febbraio 1979) è un ex calciatore messicano, di ruolo portiere.